# 천안여자중학교
천안여자중학교(天安女子中學校)는 대한민국 충청남도 천안시 동남구 원성동에 위치한 공립 중학교이다.

## 학교 연혁
- 1946년 9월 1일 : 천안공립농업학교 부설 여자반 1학급 편성
- 1949년 3월 26일 : 천안시 원성동 현 교사에서 개교
- 1950년 6월 1일 : 천안여자중학교로 교명 변경
- 1973년 9월 1일 : 천안여중·천안여고 분리
- 2025년 1월 7일 : 제77회 졸업식(182명), (총 32,470명)
- 2025년 3월 1일 : 제34대 이인영 교장 부임
- 2025년 3월 4일 : 신입생 180명(6학급) 입학

## 참고 자료
- 천안여자중학교 - 한국교육학술정보원 학교알리미